# Harry Sparnaay

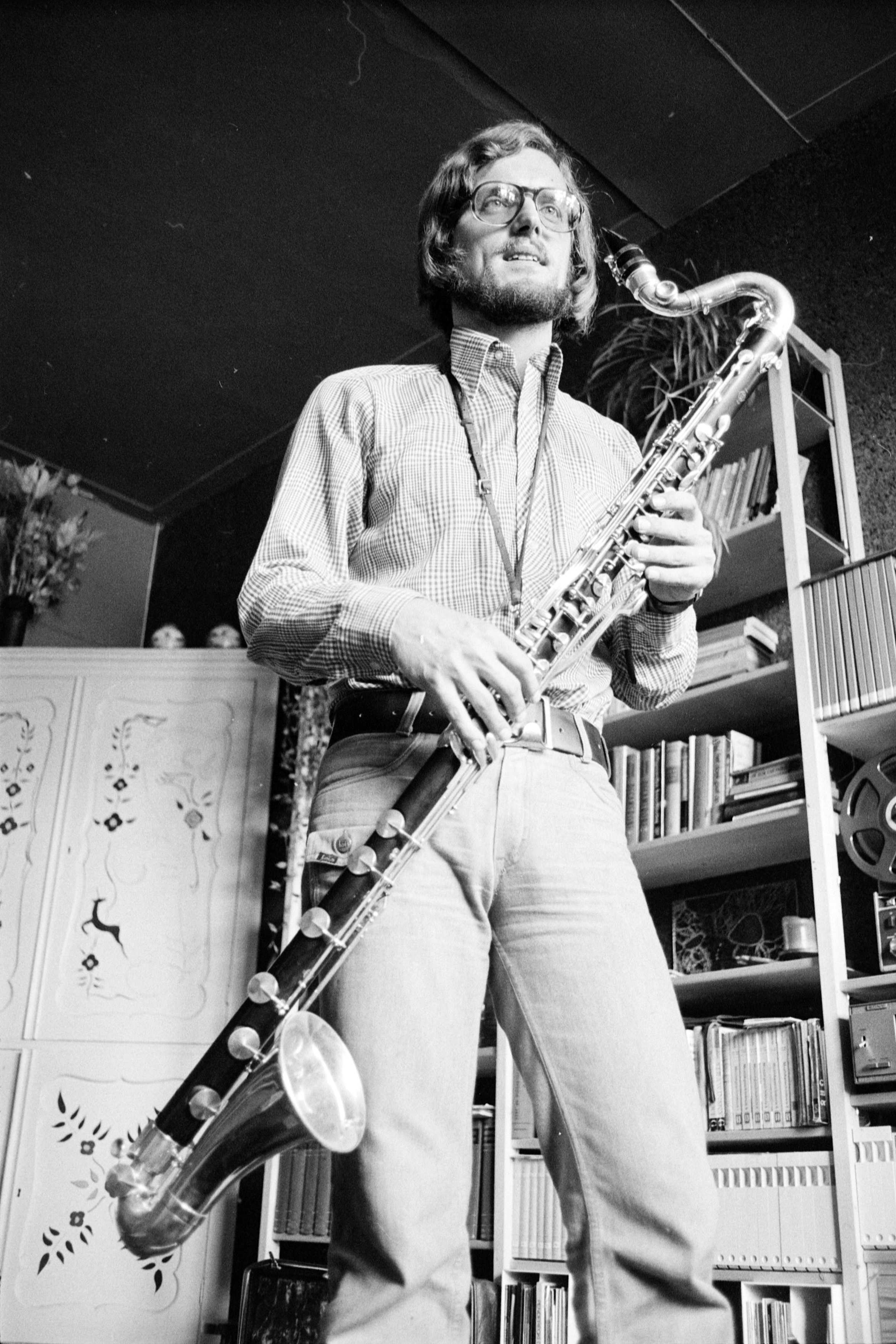
Harry Sparnaay, 1975

Harry Sparnaay (* 14. April 1944 in Amsterdam; † 12. Dezember 2017 in Lloret de Mar/Provinz Girona, Spanien) war ein niederländischer Bassklarinettist, Komponist und Hochschullehrer.   Er zählt zu den bedeutendsten Bassklarinettisten der Welt. Mehrere hundert Kompositionen wurden für ihn geschrieben.

## Leben und Wirken
Sparnaay studierte zwischen 1961 und 1968 Klarinette bei Ru Otto am Sweelinck Conservatorium von Amsterdam. Nach seinem Abschluss begann er, sich auf die Bassklarinette zu spezialisieren.
Sparnaay trat in der Folge mit vielen großen Orchestern und Ensembles auf, wie dem ASKO/Schönberg Ensemble, dem BBC Symphony Orchestra, dem Rundfunk-Sinfonieorchester Berlin, dem Concertgebouw-Orchester, dem Ensemble intercontemporain oder dem Ensemble 2e2m. 1972 komponierte er Segmentos für Bassklarinette solo (er überarbeitete das Stück 2006).
Im Bereich der Kammermusik trat Sparnaay bei Musikfestivals in aller Welt auf. Als Solist führte er Werke zeitgenössischer Werke wie Stockhausens In Freundschaft auf. Zwischen 1980 und 1982 leitete er das Bass Clarinet Collective (neun Bassklarinetten, darunter drei Kontrabassklarinetten), mit dem er beim Aspekte Festival für zeitgenössische Musik in Salzburg auftrat und Rundfunkaufnahmen machte. Dann war er in Ensembles im Trio Het Trio aktiv, das er 1982 mit dem Flötisten Harrie Starreveld und dem Pianisten René Eckhardt gründete, aber auch in den Duos Fusion Moderne (mit dem Pianisten Polo de Haas), DoubleAction (mit der Cembalistin Annelie de Man) und im Duo Levent (mit seiner Frau, der Organistin Silvia Castillo). Insgesamt hat er mehr als 60 Alben aufgenommen.
Sparnaay war eine treibende Kraft bei der Gestaltung des Bassklarinettenrepertoires durch seine Arbeit mit Komponisten und sein Eintreten für die Bassklarinette als Solo- und kammermusikalisches Instrument. Komponisten wie Luciano Berio, Franco Donatoni, Morton Feldman, Brian Ferneyhough, Helmut Lachenmann, Gérard Grisey, Tristan Keuris, Ton de Leeuw, Iannis Xenakis und Isang Yun verfassten mehr als 650 Kompositionen für ihn.
Bereits 1974 wurde Sparnaay als Dozent für Bassklarinette und zeitgenössische Musik ans Conservatorium van Amsterdam berufen. Als Dirigent leitete er das Ensemble für Neue Musik des Amsterdamer Konservatoriums und führte Werke der Neuen Musik, etwa von Arnold Schönberg, Olivier Messiaen, Elliott Carter, Theo Loevendie, Toshio Hosokawa oder Mary Finsterer auf. 1978 wird er auch Dozent am Utrechts Conservatorium. Zu seinen Schülern gehören Michael Lowenstern, Ernesto Molinari, Lori Freedman, Eckard Koltermann, Oğuz Büyükberber und Tobias Klein. Sparnaay dirigierte während der Internationalen Gaudeamus Musikwoche regelmäßig Ensembles mit Werken der jüngsten Generation.
2005 zog Sparnaay nach Spanien, nachdem er als Hochschullehrer für Bassklarinette und Kammermusik an die Escola Superior de Música de Catalunya in Barcelona berufen wurde. 2009 beendete er seine Lehrtätigkeit in Amsterdam. 2014 verabschiedete er sich bei Gelegenheit des Bassklarinettenfestes, das ihm zu Ehren in den Städten Groningen, Amsterdam und Den Bosch stattfand, von der Öffentlichkeit.

## Preise und Auszeichnungen
1972 gewann Sparnaay als erster Bassklarinettist den renommierten internationalen Interpretenwettbewerb Gaudeamus. 1985 erhält den schwedischen Grammis für eine Schallplatte mit Musik von Arne Mellnäs, 1987 den Preis der bulgarischen Komponistenvereinigung und ein Jahr später den Inaugural Sounds Australian Award. Het Trio erhielt 1995 den Musikpreis Edison für seine Aufnahme von Werken des niederländischen Komponisten Ton de Leeuw. Im Folgejahr erhielt er als Komponist den Jan van Gilseprijs von der Vereinigung niederländischer Komponisten. 2004 wurde er für sein Schaffen als Ritter des Ordens vom Niederländischen Löwen ausgezeichnet.

## Schriften
- The Bassclarinet: Instrumental technique. Periferia Sheet Music 2011; ISBN 978-84-938845-0-5

## Diskographische Hinweise
- Harry Sparnaay, Fusion Moderne Bass Clarinet Identity (Composers’ Voice, 1978)
- Bass Clarinet Identity II (Composers’ Voice, 1981)
- Ladder of Escape (Attacca 1986)
- Harrie Starreveld, Harry Sparnaay, René Eckhardt Het Trio (NM Classics 1992)
- Concorde Contemporary Music Ensemble with Harry Sparnaay Reflections (Navona Records 	2010)